# Klaus Hänsch
Klaus Hänsch (ur. 15 grudnia 1938 w Szprotawie) – niemiecki polityk, w latach 1994–1997 przewodniczący Parlamentu Europejskiego, eurodeputowany w latach 1979–2009.

## Życiorys
Po odbyciu służby wojskowej studiował politologię, historię i socjologię w Kolonii, Paryżu i na Wolnym Uniwersytecie Berlińskim. Doktoryzował się w 1969, był pracownikiem naukowym w Otto-Suhr-Institut. Był także redaktorem, a od 1970 urzędnikiem w resorcie badań naukowych kraju związkowego Nadrenia Północna-Westfalia. W 1964 wstąpił do SPD, działał też w związku zawodowym Vereinte Dienstleistungsgewerkschaft.
W 1979 po raz pierwszy został posłem do Parlamentu Europejskiego z ramienia Socjaldemokratycznej Partii Niemiec. Reelekcję uzyskiwał w wyborach w 1984, 1989, 1994, 1999 i 2004. W PE zasiadał nieprzerwanie przez 30 lat. Był jego wiceprzewodniczącym grupy socjalistycznej, członkiem różnych komisji (w tym Komisji Spraw Zagranicznych), a w latach 1994–1997 przewodniczącym PE IV kadencji. Wchodził też w skład prezydium Konwentu Europejskiego z ramienia Europarlamentu.
Odznaczony Orderem Zasługi RFN.